# Charles Williams (1886–1945)
Charles Williams (ur. 20 września 1886 w Londynie, zm. 15 maja 1945 w Oksfordzie) – brytyjski pisarz, poeta, teolog i krytyk literacki, jeden z Inklingów. Twórca fantasy, autor takich powieści jak War in Heaven, Descent into Hell czy The Place of the Lion.

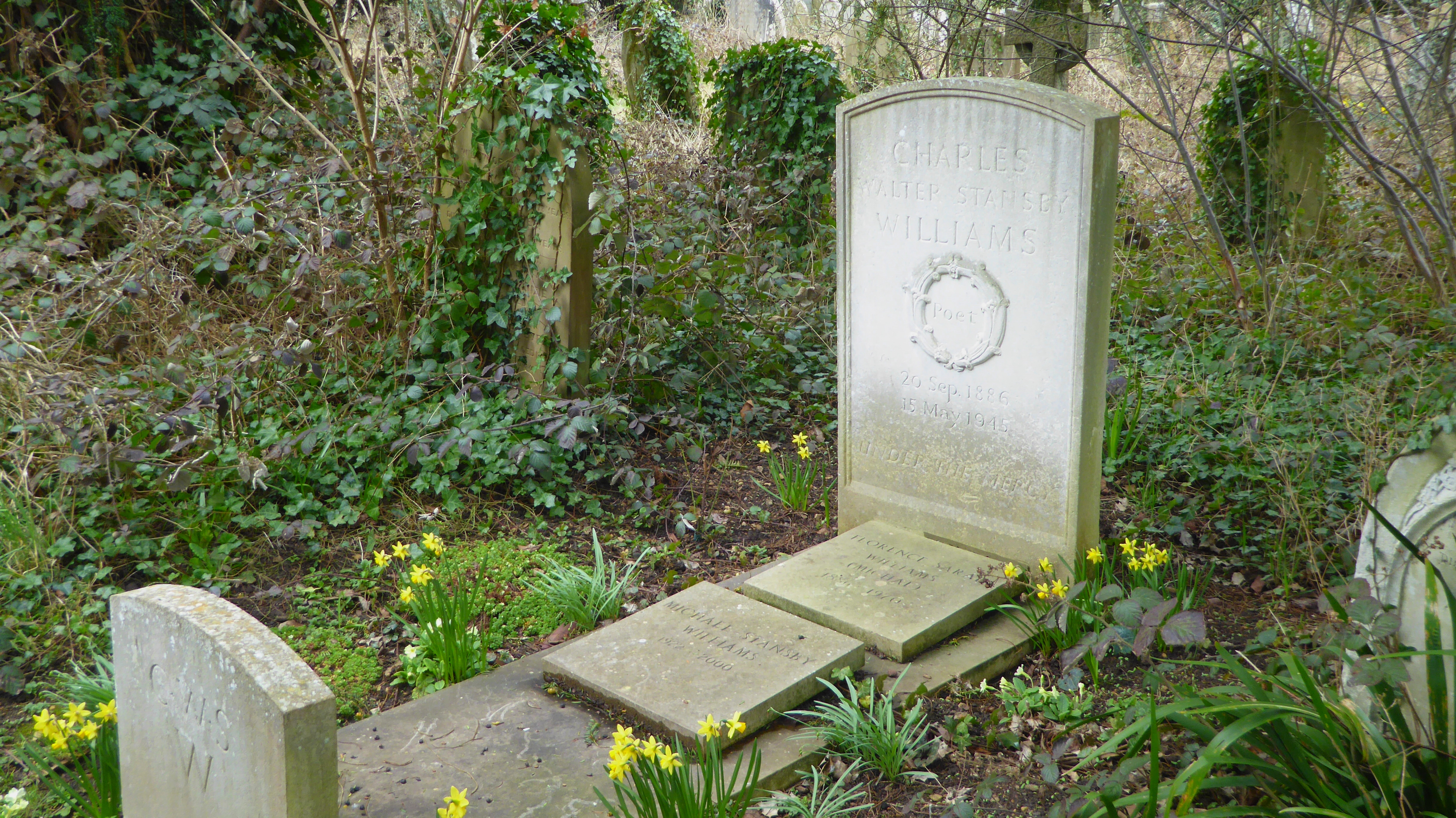
Grób Charlesa Williamsa na Holywell Cemetery w Oksfordzie